# Gjallarhorn
Gjallarhorn é o poderoso chifre de Heimdallr; é a trompa de batalha que o deus usa para avisar os demais deuses, seu sopro pode ser ouvido nos Nove Mundos, com o qual ele avisa aos deuses da aproximação de seus inimigos, os gigantes, e assim ocorre no Ragnarok. Os Vikings tinham em seus equipamentos um chifre oco, em homenagem ao Gjallarhorn de Heimdallr, que era usado em batalhas como instrumento de sopro para guiar as tropas, e também como recipiente para beber o icônico Hidromel.